# Sœurs de Saint Joseph de Turin
Les Sœurs de Saint-Joseph de Turin sont une congrégation religieuse féminine enseignante et hospitalière de droit pontifical faisant partie de la fédération italienne des sœurs de Saint Joseph.

## Histoire
La congrégation dérive de la fondation faite au Puy-en-Velay par le jésuite Jean-Pierre Médaille (1610-1669). L'origine des Sœurs de Saint-Joseph de Turin remontent au 1er septembre 1821 lorsque trois sœurs de Saint Joseph de Chambéry ouvrent une maison à Turin ; Columbano Chiaverotti, archevêque de Turin rend la communauté turinoise autonome de la maison-mère de Chambéry en 1823.
Les sœurs s'installent dans le quartier populaire de Borgo Dora (it) où elles commencent à se consacrer aux soins des enfants des douaniers et des ouvriers de la poudrière ; Elles collaborent aux œuvres de Juliette Colbert de Barolo en faveur des prisonniers, des enfants malades, pour la réhabilitation des prostituées ; Elles contribuent à la formation des congrégations des pénitentes de Sainte Marie-Madeleine, des Sœurs de Sainte-Anne de Turin et des Sœurs missionnaires de la Consolata.
La congrégation de Turin donnent naissance aux Sœurs de Saint Joseph de Rome (qui fusionnent en 1876 avec les Sœurs de Saint-Joseph de Chambéry)et aux Sœurs de Saint-Joseph de Novare fondées en 1826. L'institut reçoit le décret de louange le 31 décembre 1912 et l'approbation définitive de ses constitutions religieuses le 8 mai 1921. 
En 1966, elle forme la fédération italienne des sœurs de Saint Joseph avec Aoste, Chambéry, Coni, Pignerol, Novare et Suse. En juillet 2006, les Sœurs de Saint-Joseph de Novare et les Sœurs de Saint-Joseph de Suse (fondées en 1867 par les Sœurs de Saint Joseph d'Aoste) fusionnent avec les Sœurs de Saint-Joseph de Turin. Les Sœurs de Saint Joseph de Pignerol fusionnent avec Chambéry le 1er mai 2021.

## Activités et diffusion
Les sœurs se consacrent à l'enseignement, aux personnes âgées et aux malades et travaillent dans les missions. 
La maison généralice est à Turin. 
En 2017, la congrégation comptait 272 sœurs dans 48 maisons.